# نوردبروک
نوردبروک (به هلندی: Noordbroek) یک منطقهٔ مسکونی در هلند است که در منترولده واقع شده‌است. نوردبروک ۱٫۹۶۰ نفر جمعیت دارد.